# عتيق السماوي (فلم)
عتيق السماوي (بالإنجليزية: A Heavenly Vintage) فيلم درامي رومانسي تم إصداره عام 2009 من إنتاج و إخراج نيكي كارو. و تأليف إليزابيث نوكس. و بطولة جيريمي رينييه ، فيرا فارميجا. عرض الفيلم لأول مرة في مهرجان تورونتو السينمائي الدولي في 12 سبتمبر 2009.

## روابط خارجية
مقالات تستعمل روابط فنية بلا صلة مع ويكي بيانات